# ATP de Dubai
Dubai Duty Free Tennis Championships é um torneio de tênis profissional masculino disputado anualmente em Dubai, Emirados Árabes Unidos, em superfície dura ao ar livre.
O torneio é organizado pelo Dubai Duty Free Company e ocorre sob o patrocínio do Sheikh Mohammed bin Rashid Al Maktoum, vice-presidente e primeiro-ministro dos EAU e governante de Dubai.

## Finais

### Simples
| Ano  | Campeão               | Vice-campeão          | Resultado      |
| ---- | --------------------- | --------------------- | -------------- |
| 2025 | Stefanos Tsitsipas    | Félix Auger-Aliassime | 6–3, 6–3       |
| 2024 | Ugo Humbert           | Alexander Bublik      | 6–4, 6–3       |
| 2023 | Daniil Medvedev       | Andrey Rublev         | 6–2, 6–2       |
| 2022 | Andrey Rublev         | Jiří Veselý           | 6–3, 6–4       |
| 2021 | Aslan Karatsev        | Lloyd Harris          | 6–3, 6–2       |
| 2020 | Novak Djokovic        | Stefanos Tsitsipas    | 6–3, 6–4       |
| 2019 | Roger Federer         | Stefanos Tsitsipas    | 6–4, 6–4       |
| 2018 | Roberto Bautista Agut | Lucas Pouille         | 6–3, 6–4       |
| 2017 | Andy Murray           | Fernando Verdasco     | 6–3, 6–2       |
| 2016 | Stan Wawrinka         | Marcos Baghdatis      | 6–4, 7–613     |
| 2015 | Roger Federer         | Novak Djokovic        | 6–3, 7–5       |
| 2014 | Roger Federer         | Tomáš Berdych         | 3–6, 6–4, 6–3  |
| 2013 | Novak Djokovic        | Tomas Berdych         | 7–5, 6–3       |
| 2012 | Roger Federer         | Andy Murray           | 7–5, 6–4       |
| 2011 | Novak Djokovic        | Roger Federer         | 6–3, 6–3       |
| 2010 | Novak Djokovic        | Mikhail Youzhny       | 7–5, 5–7, 6–3  |
| 2009 | Novak Djokovic        | David Ferrer          | 7–5, 6–3       |
| 2008 | Andy Roddick          | Feliciano López       | 86–7, 6–4, 6–2 |
| 2007 | Roger Federer         | Mikhail Youzhny       | 6–4, 6–3       |
| 2006 | Rafael Nadal          | Roger Federer         | 2–6, 6–4, 6–4  |
| 2005 | Roger Federer         | Ivan Ljubičić         | 6–1, 66–7, 6–3 |
| 2004 | Roger Federer         | Feliciano López       | 4–6, 6–1, 6–2  |
| 2003 | Roger Federer         | Jiří Novák            | 6–1, 7–62      |
| 2002 | Fabrice Santoro       | Younes El Aynaoui     | 6–4, 3–6, 6–3  |
| 2001 | Juan Carlos Ferrero   | Marat Safin           | 6–2, 3–1, ab.  |
| 2000 | Nicolas Kiefer        | Juan Carlos Ferrero   | 7–5, 4–6, 6–3  |
| 1999 | Jérôme Golmard        | Nicolas Kiefer        | 6–4, 6–2       |
| 1998 | Àlex Corretja         | Félix Mantilla        | 7–60, 6–1      |
| 1997 | Thomas Muster         | Goran Ivanišević      | 7–5, 7–63      |
| 1996 | Goran Ivanišević      | Albert Costa          | 6–4, 6–3       |
| 1995 | Wayne Ferreira        | Andrea Gaudenzi       | 6–3, 6–3       |
| 1994 | Magnus Gustafsson     | Sergi Bruguera        | 6–4, 6–2       |
| 1993 | Karel Nováček         | Fabrice Santoro       | 6–4, 7–5       |

### Duplas
| Ano  | Campeões                             | Vice-campeões                        | Resultado          |
| ---- | ------------------------------------ | ------------------------------------ | ------------------ |
| 2025 | Yuki Bhambri Alexei Popyrin          | Harri Heliövaara Henry Patten        | 3–6, 7–612, [10–8] |
| 2024 | Tallon Griekspoor Jan-Lennard Struff | Ivan Dodig Austin Krajicek           | 6–4, 4–6, [10–6]   |
| 2023 | Maxime Cressy Fabrice Martin         | Lloyd Glasspool Harri Heliövaara     | 7–62, 6–4          |
| 2022 | Tim Pütz Michael Venus               | Nikola Mektić Mate Pavić             | 6–3, 56–7, [16–14] |
| 2021 | Juan Sebastián Cabal Robert Farah    | Nikola Mektić Mate Pavić             | 7–60, 7–64         |
| 2020 | John Peers Michael Venus             | Raven Klaasen Oliver Marach          | 6–3, 6–2           |
| 2019 | Rajeev Ram Joe Salisbury             | Ben McLachlan Jan-Lennard Struff     | 7–64, 6–3          |
| 2018 | Jean-Julien Rojer Horia Tecău        | James Cerretani Leander Paes         | 6–2, 7–62          |
| 2017 | Jean-Julien Rojer Horia Tecau        | Rohan Bopanna Marcin Matkowski       | 4–6, 6–3, [10–3]   |
| 2016 | Simone Bolelli Andreas Seppi         | Feliciano López Marc López           | 6–2, 3–6, [14–12]  |
| 2015 | Rohan Bopanna Daniel Nestor          | Aisam-ul-Haq Qureshi Nenad Zimonjić  | 6–4, 6–1           |
| 2014 | Rohan Bopanna Aisam-ul-Haq Qureshi   | Daniel Nestor Nenad Zimonjić         | 6–4, 6–3           |
| 2013 | Mahesh Bhupathi Michael Llodra       | Robert Lindstedt Nenad Zimonjic      | 7–66, 7–66         |
| 2012 | Mahesh Bhupathi Rohan Bopanna        | Mariusz Fyrstenberg Marcin Matkowski | 6–4, 3–6, [10–5]   |
| 2011 | Sergiy Stakhovsky Mikhail Youzhny    | Jérémy Chardy Feliciano López        | 4–6, 6–3, [10–3]   |
| 2010 | Simon Aspelin Paul Hanley            | Lukáš Dlouhý Leander Paes            | 6–2, 6–3           |
| 2009 | Rik de Voest Dmitry Tursunov         | Martin Damm Robert Lindstedt         | 4–6, 6–3, [10–5]   |
| 2008 | Mahesh Bhupathi Mark Knowles         | Martin Damm Pavel Vízner             | 7–5, 7–67          |
| 2007 | Fabrice Santoro Nenad Zimonjić       | Mahesh Bhupathi Radek Štěpánek       | 7–5, 36–7, [10–7]  |
| 2006 | Paul Hanley Kevin Ullyett            | Mark Knowles Daniel Nestor           | 1–6, 6–2, [10–1]   |
| 2005 | Martin Damm Radek Štěpánek           | Jonas Björkman Fabrice Santoro       | 6–2, 6–4           |
| 2004 | Mahesh Bhupathi Fabrice Santoro      | Jonas Björkman Leander Paes          | 6–2, 4–6, 6–4      |
| 2003 | Leander Paes David Rikl              | Wayne Black Kevin Ullyett            | 6–3, 6–0           |
| 2002 | Mark Knowles Daniel Nestor           | Joshua Eagle Sandon Stolle           | 3–6, 6–3, [13–11]  |
| 2001 | Joshua Eagle Sandon Stolle           | Daniel Nestor Nenad Zimonjić         | 6–4, 6–4           |
| 2000 | Jiří Novák David Rikl                | Robbie Koenig Peter Tramacchi        | 6–2, 7–5           |
| 1999 | Wayne Black Sandon Stolle            | David Adams John-Laffnie de Jager    | 4–6, 6–1, 6–4      |
| 1998 | Mahesh Bhupathi Leander Paes         | Donald Johnson Francisco Montana     | 6–2, 7–5           |
| 1997 | Sander Groen Goran Ivanišević        | Sandon Stolle Cyril Suk              | 7–6, 6–3           |
| 1996 | Grant Connell Byron Black            | Karel Nováček Jiří Novák             | 6–0, 6–1           |
| 1995 | Grant Connell Patrick Galbraith      | Tomás Carbonell Francisco Roig       | 6–2, 4–6, 6–3      |
| 1994 | Todd Woodbridge Mark Woodforde       | Darren Cahill John Fitzgerald        | 6–7, 6–4, 6–2      |
| 1993 | John Fitzgerald Anders Järryd        | Grant Connell Patrick Galbraith      | 6–2, 6–1           |